# Afrykańska Karta Praw Człowieka i Ludów
Afrykańska Karta Praw Człowieka i Ludów (ang. The African Charter on Human and Peoples' Rights) – uchwalona na konferencji Organizacji Jedności Afrykańskiej w Nairobi 26 czerwca 1981, obowiązuje od 21 października 1986 roku.
Zawiera katalog praw jednostki wzorowany na wcześniejszych podobnych dokumentach, zwłaszcza Powszechnej Deklaracji Praw Człowieka na którą powołuje się w art. 60. Zakazuje zwłaszcza tortur i handlu ludźmi (art. 5), bezpodstawnego uwięzienia (art. 6 i 7), gwarantuje m.in. wolność wyznania (art. 8), słowa (art. 9), zrzeszania (art. 10), zgromadzeń (art. 11), azylu (art. 12), wolnych wyborów (art. 13), prawo do własności (art. 14), do pracy (art. 15), ochrony zdrowia (art. 16), do nauki (art. 17), ochronę praw kobiet i dzieci, tak jak jest to przewidziane w międzynarodowych deklaracjach i konwencjach (art. 18).
Artykuł 2 zakazuje dyskryminacji ze względu na rasę, przynależność do grupy etnicznej, kolor skóry, płeć, język, przekonania religijne, polityczne lub jakiekolwiek inne, pochodzenie narodowe lub społeczne, urodzenie albo inny status. 
W zakresie praw ludów zabrania dominacji jednego ludu nad drugim (art. 19) i zagranicznej eksploatacji ekonomicznej (art. 21), ogłasza prawo do samostanowienia (art. 20), rozwoju (art. 22) i pokoju (art. 23).
Wśród obowiązków jednostki wymienia m.in. umacnianie i utrzymywanie rodziny; wykonywanie pracy na miarę swoich możliwości i zdolności oraz płacenia podatków nałożonych przez prawo w interesie społecznym (art. 29).
Dla kontroli powołuje Afrykańską Komisję Praw Człowieka i Ludów (art. 30 - 46). Skargi mogą wnosić rządy (art. 47) jak i inne podmioty (art. 55). Skarga powinna być umotywowana (art. 56). Komisja może zająć się sprawą jej przekazaną dopiero po upewnieniu się, że wszystkie środki krajowe, jeżeli takie istnieją, zostały wyczerpane, chyba że jest oczywiste dla Komisji, iż procedura wyczerpywania tych środków byłaby przedłużona bezzasadny w sposób (art. 50). Komisja będzie korzystać z międzynarodowego prawa praw człowieka i ludów, w szczególności z postanowień różnych afrykańskich dokumentów dotyczących praw człowieka i ludów, z Karty Narodów Zjednoczonych, Karty Organizacji Jedności Afrykańskiej, Powszechnej Deklaracji Praw Człowieka, innych dokumentów przyjętych przez Organizację Narodów Zjednoczonych i kraje afrykańskie w sferze praw człowieka i ludów, jak również z postanowień różnych dokumentów przyjętych w ramach wyspecjalizowanych organów Organizacji Narodów Zjednoczonych, których członkami są Strony niniejszej Karty (art. 60). Komisja przekazuje sprawozdanie i zalecenia do Zgromadzenia Szefów Państw i Rządów (art. 53).
9 czerwca 1998 r. w Wagadugu, stolicy Burkina Faso, podpisano uzupełniający Kartę Protokół o utworzeniu Afrykańskiego Trybunału Praw Człowieka i Ludów (rozpoczął działalność 25 stycznia 2004 roku, pierwszą sprawę rozpatrzył w grudniu 2009).